# Verdemela
Verdemela è il ventiduesimo album di Peppino di Capri, pubblicato nel 1978.

## Descrizione
Le canzoni dell'album sono state tutte registrate direttamente per lo stesso agli inizi del 1978, ad eccezione di Auguri, brano d'apertura che era stato pubblicato su 45 giri a fine 1977 ottenendo un buon riscontro, e Incredibile voglia di te che era stato già pubblicato a febbraio dell'anno precedente, sempre su singolo, ottenendo un ottimo successo. 
È il primo lavoro discografico del cantante campano dove oltre ai suoi musicisti, i New Rockers, partecipano anche due coriste che tengono la linea vocale femminile, espediente molto in voga in quegli anni nel panorama della musica dance internazionale. 
Fiore di carta è la cover in italiano della celebre How Deep Is Your Love dei Bee Gees. Successivamente tale traduzione nello stesso periodo, con alcune differenze, era stata anche pubblicata da I Profeti. Praiano è invece l'ultimo brano scritto per Di Capri dal paroliere Sergio Iodice.
La copertina è una fotografia di Jackie Guarra. All'interno sono riportate le fotografie dei musicisti e dei collaboratori del disco all'interno delle lettere che compongono il titolo dell'album, con commenti umoristici su tutti i componenti. Quest'album non è mai stato ripubblicato in CD.

## Tracce
Lato A
1. Auguri – 4:05
2. Love Me – 2:37
3. Volo – 3:57
4. Fiore di carta – 3:36
5. Amore in manicomio – 3:33

Durata totale: 17:48
Lato B
1. Spazio – 3:42
2. Millimetri – 3:03
3. Praiano – 2:56
4. Chiromante – 4:21
5. Incredibile voglia di te – 3:47

Durata totale: 17:49

## Formazione
- Peppino di Capri: voce solista, pianoforte, tastiere
- Piero Braggi: chitarra acustica, chitarra elettrica
- Pino Amenta: basso
- Luciano Gargiulo: batteria, percussioni
- Libero Di Matola: sax tenore
- Valeria Bianco: coro
- Donatella Brighel: coro

Collaboratori tecnici:
- Attilio Di Ruggiero: ingegnere del suono
- Carmine De Mattia: tecnico del suono
- Paolo Vicari: altro tecnico del suono